# Eunicida
Los eunícidos (Eunicida) son gusanos marinos poliquetos que presentan una cabeza distintiva, normalmente con peristomio y prostomio separados. Muchos viven en tubos que varían desde una funda mucosa a una carcasa córnea. Los palpos varían de globulares a cilíndricos y pueden carecer de antenas o poseerlas hasta en número de siete; antenas que generalmente son lisas u ocasionalmente articuladas. Hay una faringe muscular con un par dorsal de mandíbulas y un conjunto de placas maxilares ventrales dentadas. Algunas especies tienen cirros tentaculares y todas tienen parapodios no ramificados. Algunas especies presentan cirros dorsales, branquias, cirros ventrales y quetas, pero otras no.

## Galería

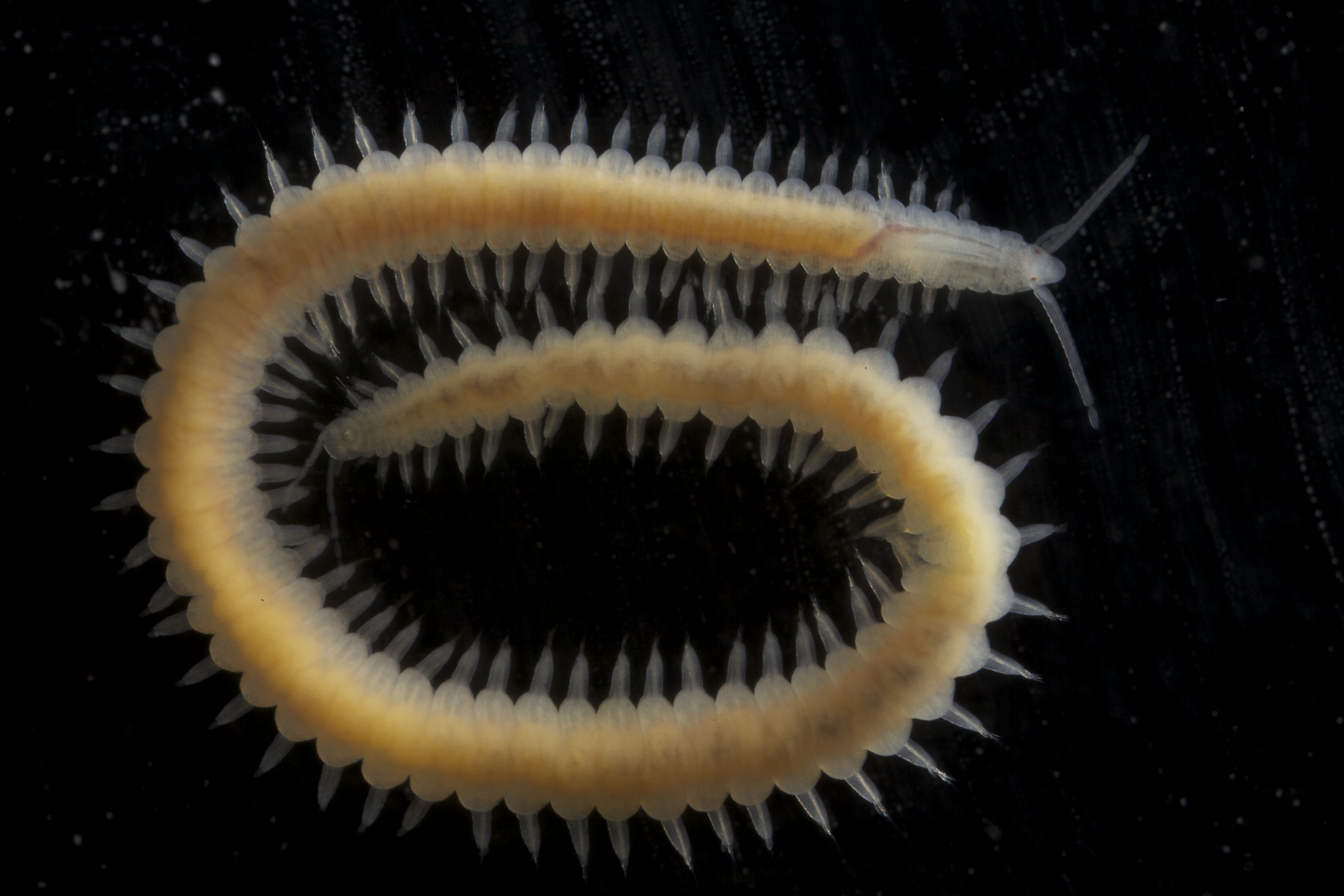
Protodorvillea (fam. Dorvilleidae)
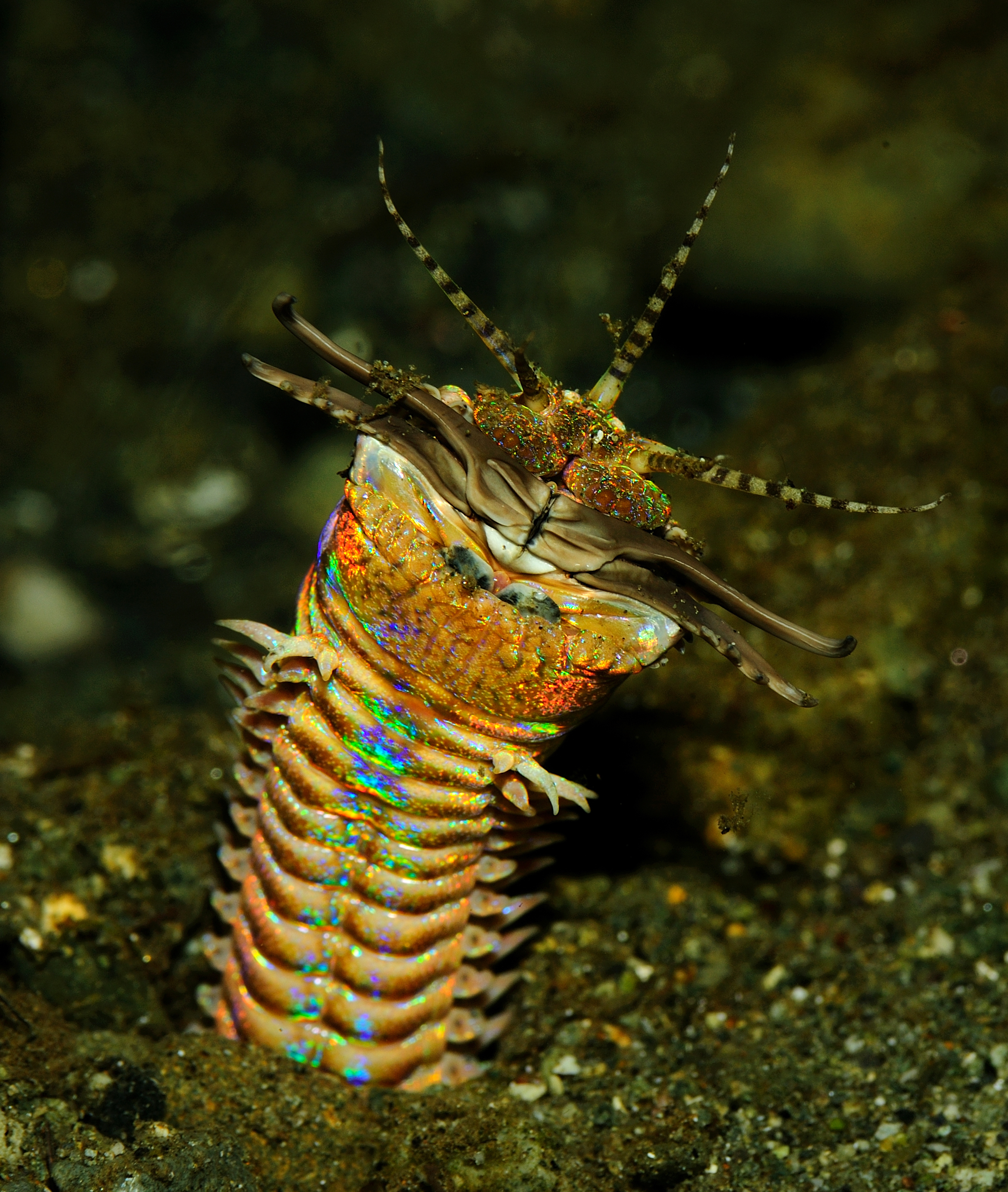
Gusano Bobbit (fam. Eunicidae)
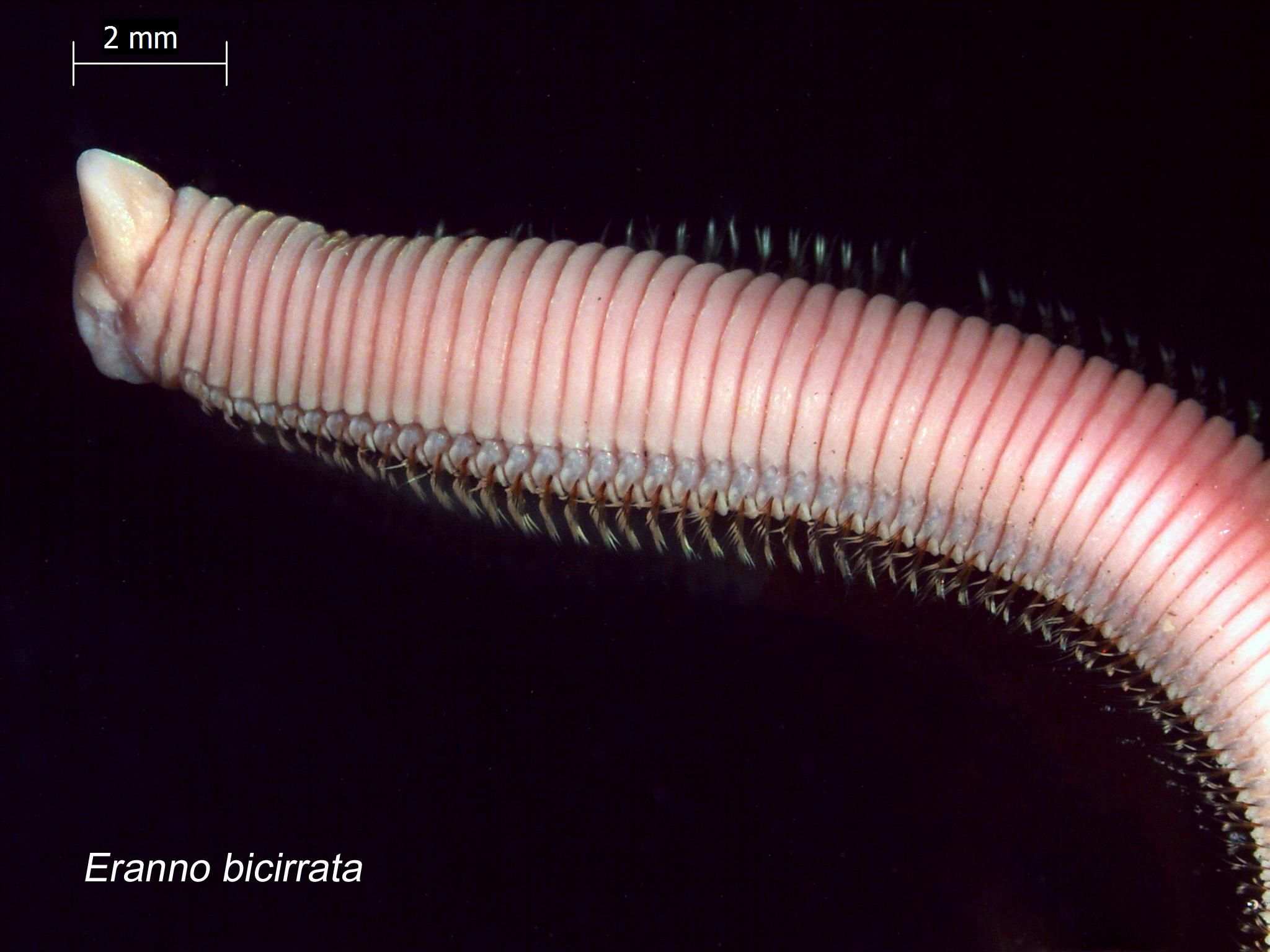
Eranno (fam. Lumbrineridae)
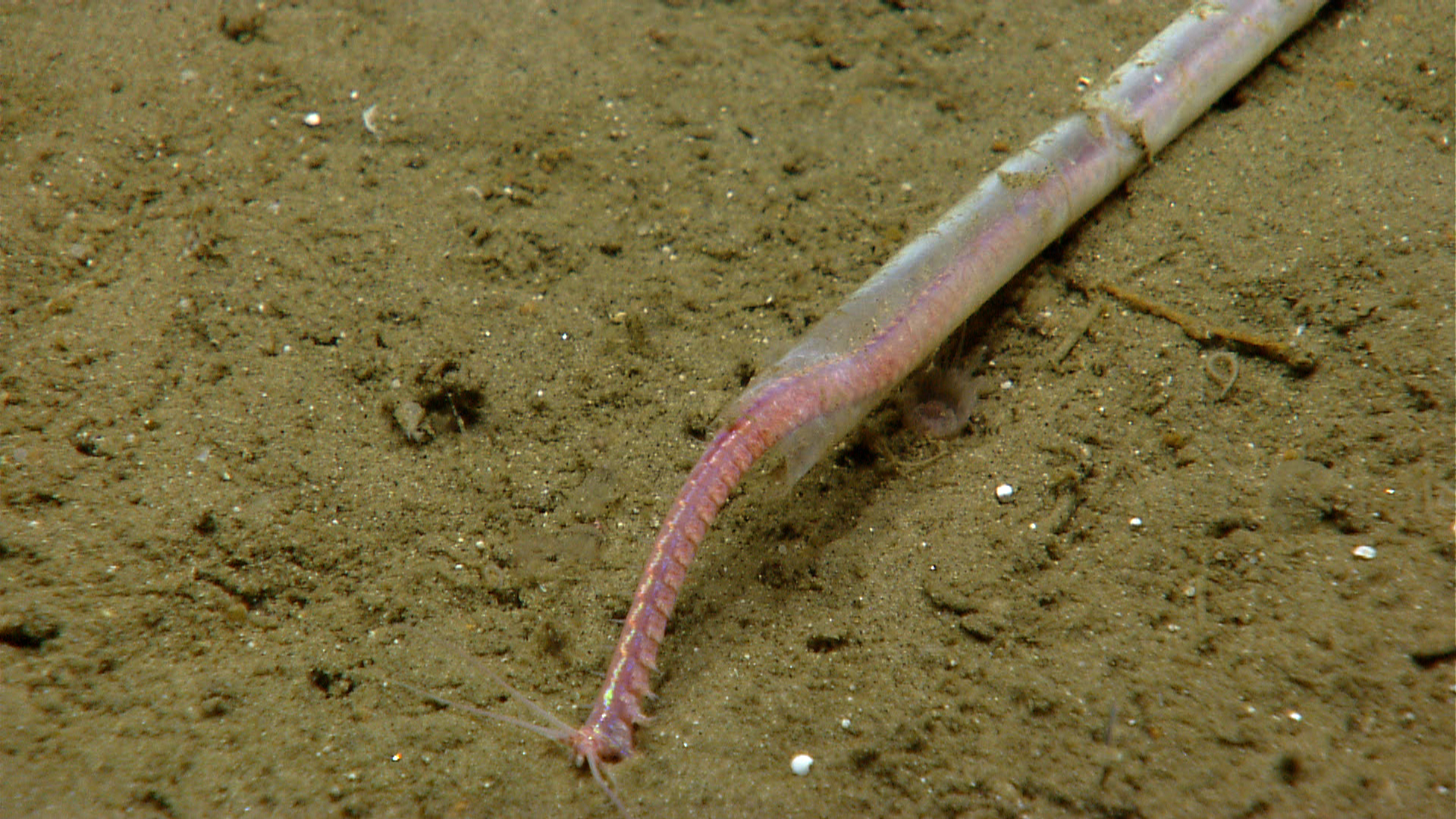
Hyalinoecia (fam. Onuphidae), poliqueto tubícola
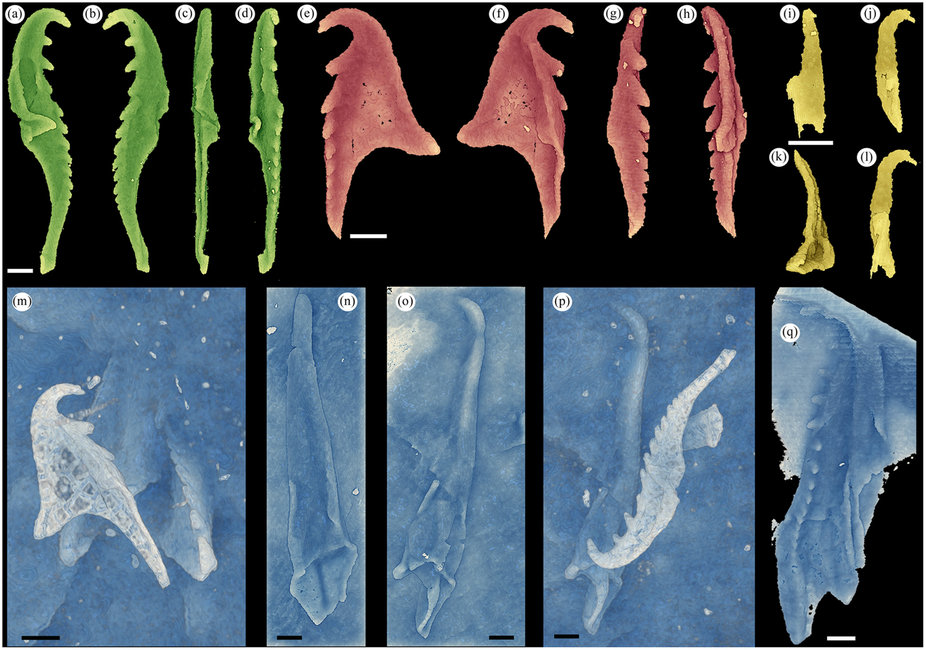
Fósil Websteroprion